# Список вулиць Донецька (Н)
| Назва     | тип  | Колишні назви | Район(и)       | Місцевість | Джерела |
| --------- | ---- | ------------- | -------------- | ---------- | ------- |
| Набережна | вул. | 14-а лінія    | Ворошиловський | Центр      |         |